# Oratorio di San Sebastiano (Forlì)
L'oratorio di San Sebastiano è situato a Forlì, a pochi metri dalla chiesa di San Giacomo Apostolo (meglio conosciuta sotto il titolo di san Domenico), dove si trovano gli omonimi musei. Attualmente è adibita a sala espositiva.

## Storia
L'oratorio fu edificato tra il 1494 e il 1502 da Pace Bombace.
Un tempo fu sede della confraternita dei Battuti Bianchi.

## Descrizione
La chiesa fu realizzata in laterizio con uno stile rinascimentale di tipo brunelleschiano e albertiano; presenta una pianta a croce greca, con un atrio coperto da una cupola.
Il corpo centrale doveva essere coronato da una cupola, che però non fu mai realizzata.
La prospettiva che la chiesa presenta fa pensare ad un intervento di Melozzo da Forlì con delle particolarità stilistiche dell'architettura di Roma e Urbino.
All'interno sono collocate delle cornici in cotto finemente lavorate.
L'affresco della Crocifissione realizzato da Marco Palmezzano  e di recente restaurato è stato trasferito nella Pinacoteca comunale di Forlì.
Si nota la soluzione architettonica della copertura della cupola, che ricorda il monolite del mausoleo di Teodorico, a Ravenna.